# Karin Mylius
Karin Mylius (* 11. Januar 1934 in Münster als Karin Loebel; † 13. Dezember 1986 in Halle (Saale)) war von 1968 bis 1986 Vorsitzende der Jüdischen Gemeinde zu Halle (Saale).

## Leben
Karin Mylius wurde in Münster (Westfalen) als Tochter nicht-jüdischer Eltern geboren und kam Ende der 1930er Jahre nach Halle (Saale). Ihr Vater, Paul Loebel, war Polizeibeamter. Mylius besuchte die Volksschule und arbeitete als Stenotypistin. 1955 siedelte sie – für eine DDR-Bürgerin illegal – nach Stuttgart über, kehrte 1957 aber in die DDR zurück. Sie gab sich mit Erfolg als Tochter einer jüdischen Familie aus. Später wurde sie Sekretärin von Hermann Baden, dem Präsidenten des Verbandes der Jüdischen Gemeinden in der DDR und Vorsitzenden der Jüdischen Gemeinde in Halle (Saale). Am 20. Februar 1961 bekannte sie sich zum Judentum, was durch den Landesrabbiner Martin Riesenburger anerkannt wurde. Am 9. Oktober 1968 wurde Mylius als Nachfolgerin von Franz Kowalski zur Vorsitzenden der Jüdischen Gemeinde Halle (Saale) gewählt. Die Wahl einer Frau führte in den traditionell orientierten jüdischen Gemeinden der DDR teilweise zu Widerspruch.
Die Amtsführung von Karin Mylius war umstritten. Man kritisierte, dass sie ihren nicht-jüdischen Vater 1974 auf dem Jüdischen Friedhof bestatten ließ (später wurde er auf den christlichen Gertraudenfriedhof überführt). Außerdem stellte sich heraus, dass Mylius’ Angaben über die eigene Biografie – sie behauptete etwa, lediglich ein Adoptivkind zu sein, aber eigentlich von einer jüdischen Familie abzustammen sowie im Konzentrationslager gewesen zu sein – widersprüchlich bzw. falsch waren.
Nachdem Mylius – auch als SED-Parteimitglied – anfangs vom SED-Regime und vom Ministerium für Staatssicherheit protegiert worden war, erhöhte sich seit 1984 das Interesse staatlicher Stellen an ihrer Absetzung. Am 8. September 1986 wurde sie durch den Vorsitzenden des Verbandes der Jüdischen Gemeinden in der DDR, Helmut Aris, schließlich von ihrem Amt entbunden. Aris erstattete zudem Strafanzeige gegen Mylius.
Im Dezember 1986 starb sie im Alter von 52 Jahren in Halle (Saale). Nach ihrem Tode verweigerte der Verband der Jüdischen Gemeinden eine Beteiligung an der Trauerfeier, ließ aber eine Beisetzung auf dem jüdischen Friedhof zu.

## Persönliches
Karin Mylius war mit dem Indologen Klaus Mylius verheiratet. Der Ehe entsprangen ein Sohn und eine Tochter. In den 1970er Jahren war Klaus Mylius unter dem Vorsitz seiner Ehefrau Mitglied der Jüdischen Gemeinde Halle (Saale).

## Wissenschaftliche Aufarbeitung
Der Fall Karin Mylius, der seit den 1990er Jahren nicht nur in Memorialliteratur Erwähnung fand, sondern auch Gegenstand mehrerer wissenschaftlicher Untersuchungen geworden ist, wird von Hartewig und Horstkotte auf Überidentifikation mit dem Schicksal jüdischer Verfolgter im Dritten Reich zurückgeführt und weist Ähnlichkeiten mit dem Fall Binjamin Wilkomirskis auf. Der Historiker Frank Hirschinger fasste seine ausführliche Aufarbeitung des Falls Mylius dahingehend zusammen, dass es sich bei der „gefälschte(n) Biographie von Karin Mylius, die sich seit dem Ende der fünfziger Jahre als Überlebende des Holocaust ausgab und deren Vater während des Krieges an Judenmassakern teilgenommen haben soll“, um ein „besonders krasses Beispiel“ handele, das nur „durch die Unterstützung des MfS und staatlicher Stellen Bestand“ haben konnte.

## Sonstige Ämter und Auszeichnungen
Seit 1984 war Mylius Stadtverordnete in Halle (Saale). Sie war Trägerin des Vaterländischen Verdienstordens.